# لياندرو كاستان
لياندرو كاستان (بالبرتغالية: Leandro Castán‏) وإسمه الكامل لياندرو كاستان دا سيلفا (بالبرتغالية: Leandro Castán da Silva‏) وهو لاعب كرة قدم برازيلي في مركز الدفاع ولد في يوم 5 نوفمبر 1986 في مدينة ساو باولو في البرازيل يلعب حاليا في صفوف نادي روما الإيطالي، كما لعب في صفوف نادي كورينثيانز كما لعب في صفوف نادي غريميو بارويري ولعب أيضا في صفوف نادي هلسينغبورغ ومع أتليتيكو مينيرو كما لعب مع المنتخب البرازيلي في مباراتين في 2012. يبلغ طوله 185 سم.

## روابط خارجية
- لياندرو كاستان على موقع قاعدة بيانات كرة القدم.إي يو (الإنجليزية)
- لياندرو كاستان على موقع ناشيونال فوتبول تيمز (الإنجليزية)
- لياندرو كاستان على موقع Soccerway.com (الإنجليزية)
- لياندرو كاستان على موقع عالم كرة القدم.نت (الإنجليزية)
- لياندرو كاستان على موقع كووورة
- لياندرو كاستان على موقع AS.com (الإسبانية)